# Baddeck
Baddeck is een Canadees dorp in Victoria County, Nova Scotia, op het Cape Bretoneiland aan de noordkust van het Bras d'Or Lake. Het dorp had 907 inwoners bij de census (volkstelling) van 2001. Het County-bestuur zetelt in deze plaats.

## Personen
- Bekende voormalig inwoner: Alexander Graham Bell.